# Iliad
Iliad S.A. és un grup francès de telecomunicacions fundat per Xavier Niel el 1991 i presidit per Thomas Reynaud des del 2018. Està present a França, Itàlia, el Marroc i Polònia.
L'any 2014, va generar el 61% dels seus ingressos a partir d'Internet fix (Free, etc.) i el 39% de la telefonia mòbil (Free Mobile, etc.).
El 2021 aconsegueix una facturació de 7.600 milions d'euros, dels quals un terç fora de França.
Iliad és el sisè grup europeu de telecomunicacions amb 42 milions d'abonats a través de les seves filials a França, Itàlia i Polònia, després de l'adquisició de l'operador polonès Play el 20207 i del proveïdor de serveis d'Internet UPC Poland el 2021.